# Barbara Vucanovich

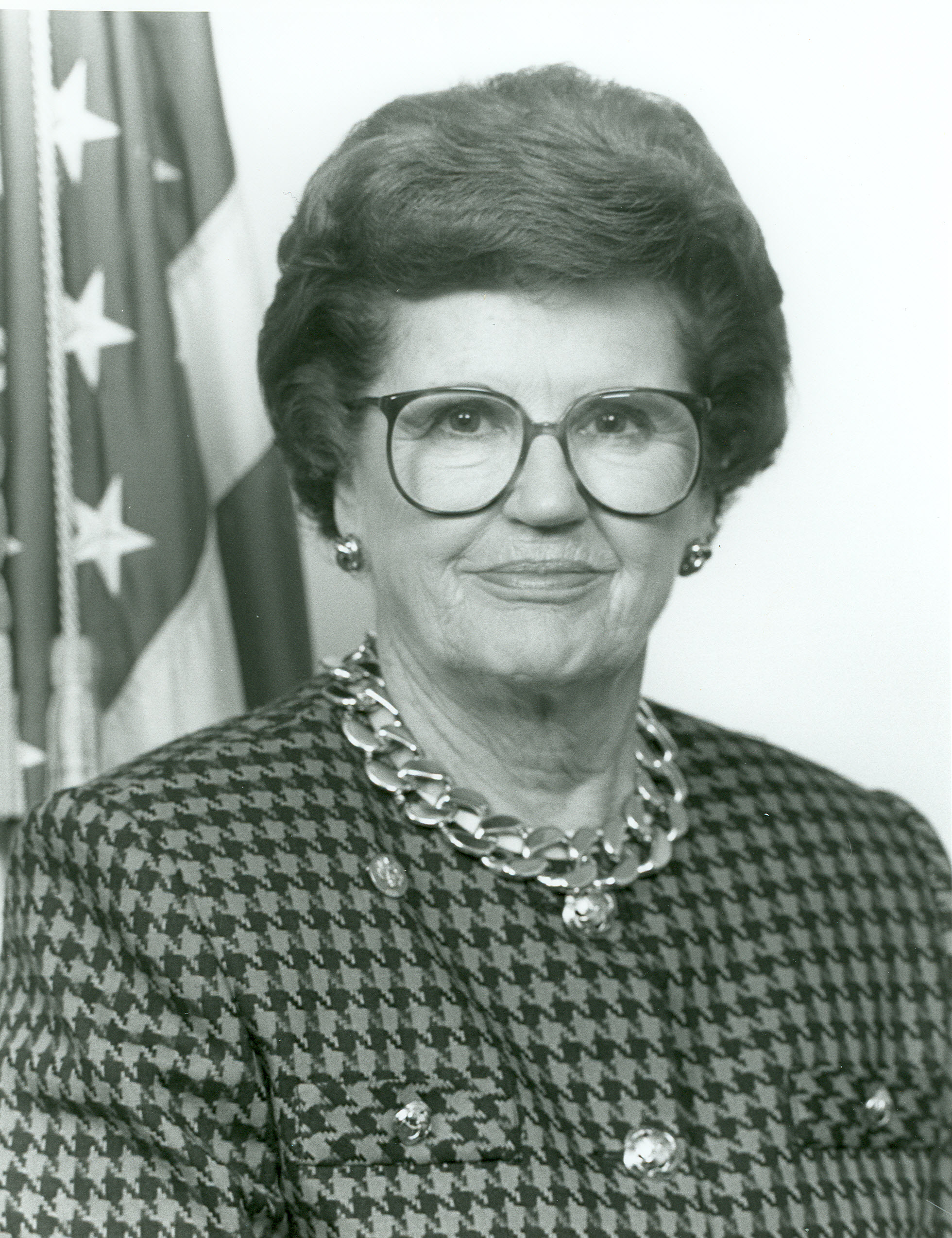
Barbara Vucanovich

Barbara Farrell Vucanovich (* 22. Juni 1921 in Camp Dix, New Jersey; † 10. Juni 2013) war eine US-amerikanische Politikerin (Republikanische Partei). Zwischen 1983 und 1997 vertrat sie den zweiten Wahlbezirk des Bundesstaates Nevada im US-Repräsentantenhaus.

## Frühe Jahre
Barbara Vucanovich besuchte die Miss Quinn’s School in Albany im Staat New York. Danach absolvierte sie bis 1938 die Albany Academy for Girls und anschließend bis 1939 das Manhattan College of Sacred Heart. In den 1940er-Jahren arbeitete sie als Geschäftsfrau in verschiedenen Positionen im Staat New York. 1939 heiratete sie ihren ersten Mann, James Henry Bugden, von dem sie 1949 geschieden wurde. Im Jahr 1949 zog sie nach Reno in Nevada. Dort heiratete sie im Jahr 1950 den Rechtsanwalt Kenneth Dillon. Nach Dillons Tod heiratete sie im Jahr 1965 George Vucanovich.

## Politische Laufbahn
Im Jahr 1974 wurde Barbara Vucanovich Mitglied im Stab des US-Senators Paul Laxalt aus Nevada, eine Position, die sie bis 1982 innehatte. In den Jahren 1976 und 1980 war sie Delegierte auf den Republican National Conventions, auf denen Gerald Ford und Ronald Reagan als Präsidentschaftskandidaten der Partei nominiert wurden. 1982 wurde sie als erste Abgeordnete des neugeschaffenen zweiten Wahlbezirks von Nevada in das US-Repräsentantenhaus gewählt. Nach einigen Wiederwahlen konnte sie ihr Mandat im Kongress zwischen dem 3. Januar 1983 und dem 3. Januar 1997 ausüben. Zwischenzeitlich war sie Mitglied mehrerer Ausschüsse wie dem Postausschuss, dem Ausschuss, der sich mit dem öffentlichen Dienst befasste, und dem Kriegsveteranenausschuss. Außerdem war sie Mitglied in einem Unterausschuss, der sich mit den Ausgaben für militärische Anlagen befasste, sowie von 1987 bis 1997 Mitglied der Presidential Debate Commission. Im Jahr 1996 verzichtete Vucanovich auf eine erneute Kandidatur.

## Weiterer Lebenslauf
Im Jahr 2002 war sie Mitglied einer Kommission, die sich um die Auswahl der Mitarbeiter im Weißen Haus kümmerte. Danach zog sie sich in den Ruhestand zurück. Ihre Tochter Patricia Dillon Cafferata war Finanzministerin von Nevada und Bezirksstaatsanwältin in drei Bezirken. Sie hat auch eine Biographie ihrer Mutter verfasst.